# 洛伊山塊
洛伊山塊（英語：Loewe Massif）是南極洲的山塊，位於麥克羅伯特森地，屬於查爾斯王子山脈中阿拉米斯山脈的一部分，平均海拔高度1,000米，由澳大利亞探險隊發現，現時由南極條約體系管理。